# BMS Scuderia Italia
BMS Scuderia Italia är ett italienskt racingstall som tävlade i formel 1 i slutet av 1980-talet och början av 1990-talet. Stallet körde huvudsakligen med bilar från Dallara och blev därmed ofta synonymt med biltillverkaren. Under 1993 bytte man till Lola och namnet till Lola BMS Scuderia Italia. 1994 övergick man till tävlingar med sportvagnar.

## F1-säsonger
| Säsong | Tävlingsnamn             | Bil                          | Motor                                             | Däck | Poäng | VM-plac. | Förare 1                         | Förare 2          |
| ------ | ------------------------ | ---------------------------- | ------------------------------------------------- | ---- | ----- | -------- | -------------------------------- | ----------------- |
| 1988   | BMS Scuderia Italia      | Dallara 3087 Dallara BMS-188 | Ford Cosworth DFV 3.0 V8 Ford Cosworth DFZ 3.5 V8 | G    | 0     | -        | Alex Caffi                       |                   |
| 1989   | BMS Scuderia Italia      | Dallara BMS-189              | Ford Cosworth DFR 3.5 V8                          | P    | 8     | 8:a      | Alex Caffi                       | Andrea de Cesaris |
| 1990   | BMS Scuderia Italia      | Dallara BMS-190              | Ford Cosworth DFR 3.5 V8                          | P    | 0     | -        | Gianni Morbidelli Emanuele Pirro | Andrea de Cesaris |
| 1991   | BMS Scuderia Italia      | Dallara BMS-191              | Judd 3.5 V10                                      | P    | 5     | 8:a      | Emanuele Pirro                   | JJ Lehto          |
| 1992   | BMS Scuderia Italia      | Dallara BMS-192              | Ferrari 3.5 V12                                   | G    | 2     | 10:a     | JJ Lehto                         | Pierluigi Martini |
| 1993   | Lola BMS Scuderia Italia | Lola T93/30                  | Ferrari 3.5 V12                                   | G    | 0     | -        | Michele Alboreto                 | Luca Badoer       |